# Coenonympha lanceolata
Coenonympha lanceolata är en fjärilsart som beskrevs av Gradl 1933. Coenonympha lanceolata ingår i släktet Coenonympha och familjen praktfjärilar. Inga underarter finns listade i Catalogue of Life.